# Germigny, Yonne
Germigny là một xã của Pháp,tọa lạc ở tỉnh Yonne trong vùng Bourgogne-Franche-Comté.

## Hành chính
| Danh sách các thị trưởng |           |                  |      |         |
| Giai đoạn                | Giai đoạn | Tên              | Đảng | Tư cách |
| 1900                     | 1907      | PROSPER Lorey    |      |         |
| 1907                     | 1929      | DUVEAUX Marcelin |      |         |
| 1929                     | 1935      | DESVAUX Célestin |      |         |
| 1935                     | 1945      | GIBIER Georges   |      |         |
| 1945                     | 1965      | DESVAUX Léo      |      |         |
| 1965                     | 1983      | GUYARD Lucien    |      |         |
| 1983                     | 1989      | YOT Maurice      |      |         |
| 1989                     | 2001      | DEBREUVE Pascal  |      |         |
| 2001                     | 2008      | OVRE Pierre      |      |         |
| 2008                     |           | FOURNIER Pascal  |      |         |

## Thông tin nhân khẩu
| Năm | 1962 | 1968 | 1975 | 1982 | 1990 | 1999 |
| --- | ---- | ---- | ---- | ---- | ---- | ---- |
| Dân số | 392  | 428  | 405  | 427  | 541  | 575  |
| From the year 1962 on: No double counting—residents of multiple communes (e.g. students and military personnel) are counted only once. |      |      |      |      |      |      |